# Habkern
Habkern es una comuna suiza del cantón de Berna, situada en el distrito administrativo de Interlaken-Oberhasli. Limita al norte con la comuna de Schangnau, al noreste con Flühli (LU), al este con Oberried am Brienzersee y Niederried bei Interlaken, al sur con Unterseen, y al oeste con Beatenberg y Eriz.
Hasta el 31 de diciembre de 2009 situada en el distrito de Interlaken.

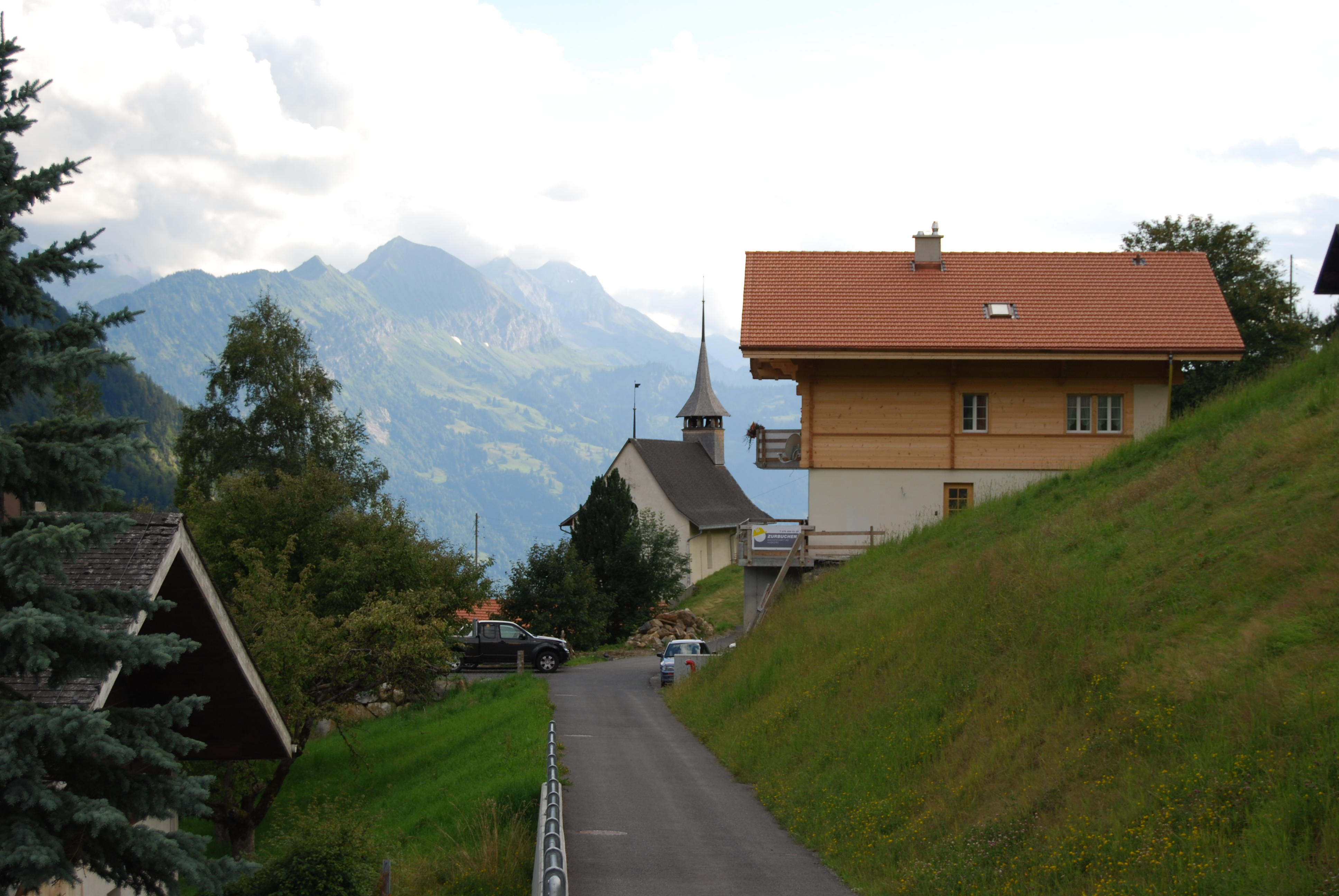
Habkern